# Paramicroplus devestivus
Paramicroplus devestivus är en skalbaggsart som beskrevs av Marc Lacroix 1998. Paramicroplus devestivus ingår i släktet Paramicroplus och familjen Melolonthidae. Inga underarter finns listade i Catalogue of Life.